# Boynes
Boynes è un comune francese di 1 287 abitanti situato nel dipartimento del Loiret nella regione del Centro-Valle della Loira.

## Storia

### Simboli
Lo stemma del comune di Boynes è stato adottato il 18 maggio 2010.
Lo stemma comunale prende spunto dal blasone dei Pocquaire (d'argento, alla cinquefoglie di nero), la più antica famiglia nobile di Boynes che resse la signoria dal XIV al XVI secolo, e da quello dei Bourgeois de Boynes (d'azzurro, alla banda d'argento, caricata di tre merlotti di nero) che furono gli ultimi signori del luogo. Simbolo della città è il fiore di croco da cui si ricava lo zafferano che ha dato fama internazionale a Boynes.

## Società

### Evoluzione demografica
Abitanti censiti